# Veelseptige aardtong
De veelseptige aardtong (Geoglossum difforme) is een schimmel behorend tot de familie Geoglossaceae. Hij komt voor in schrale, vochtige graslanden en heidevegetaties. Terrestrische, saprotrofe schimmel. Vruchtlichamen gezamenlijk of individueel in loof- en naaldbossen, op de grond, maar soms ook op bemoste boomstammen. Ze verschijnen van zomer tot herfst.

## Kenmerken
Vruchtlichaam
Het vruchtlichaam is knuppelvormig, 4-8 cm hoog, met een duidelijk getekende kop, duidelijk gescheiden van de steel. De kop is 4–10 mm breed, vaak afgeplat en in de lengterichting gegroefd, zwart, glad of bijna glad. De steel is 3-5 mm breed, soms iets afgeplat, naakt, zwart, plakkerig als ze vers zijn. Het mycelium is aan de basis is donkergrijs. Het vlees is dun, zwart of witachtig van binnen.
Microscopische kenmerken
De sporen zijn spoelvormig met puntige toppen, glad, 15 septen, bruin onder invloed van KOH, met donkerdere septa en meten 90–120 × 5–7 µm. De asci zijn 8-sporig, spoelvormig en meten  175–200 × 15–20 µm. De parafysen zijn 2-4 µm breed en draadachtig. 

## Verspreiding
De veelseptige aardtong komt voor in Noord-Amerika, Europa, de Japanse eilanden, Borneo en Nieuw-Zeeland.
In Nederland komt de hij zeldzaam voor. Het staat op de rode lijst in de categorie 'Bedreigd'.